# Villanova d'Albenga
Villanova d'Albenga (, Villanêuva d'Arbenga, Villaneuva e Villanöva in ligure) è un comune italiano di 2 834 abitanti della provincia di Savona in Liguria.

## Geografia fisica

### Territorio
Il territorio di Villanova d'Albenga sorge alla confluenza dei torrenti Arroscia e Lerrone. Tra le vette del territorio il monte Pagliassa (480 m), la punta Gazzulin (284 m) e il poggio Barbera (276 m).

## Storia

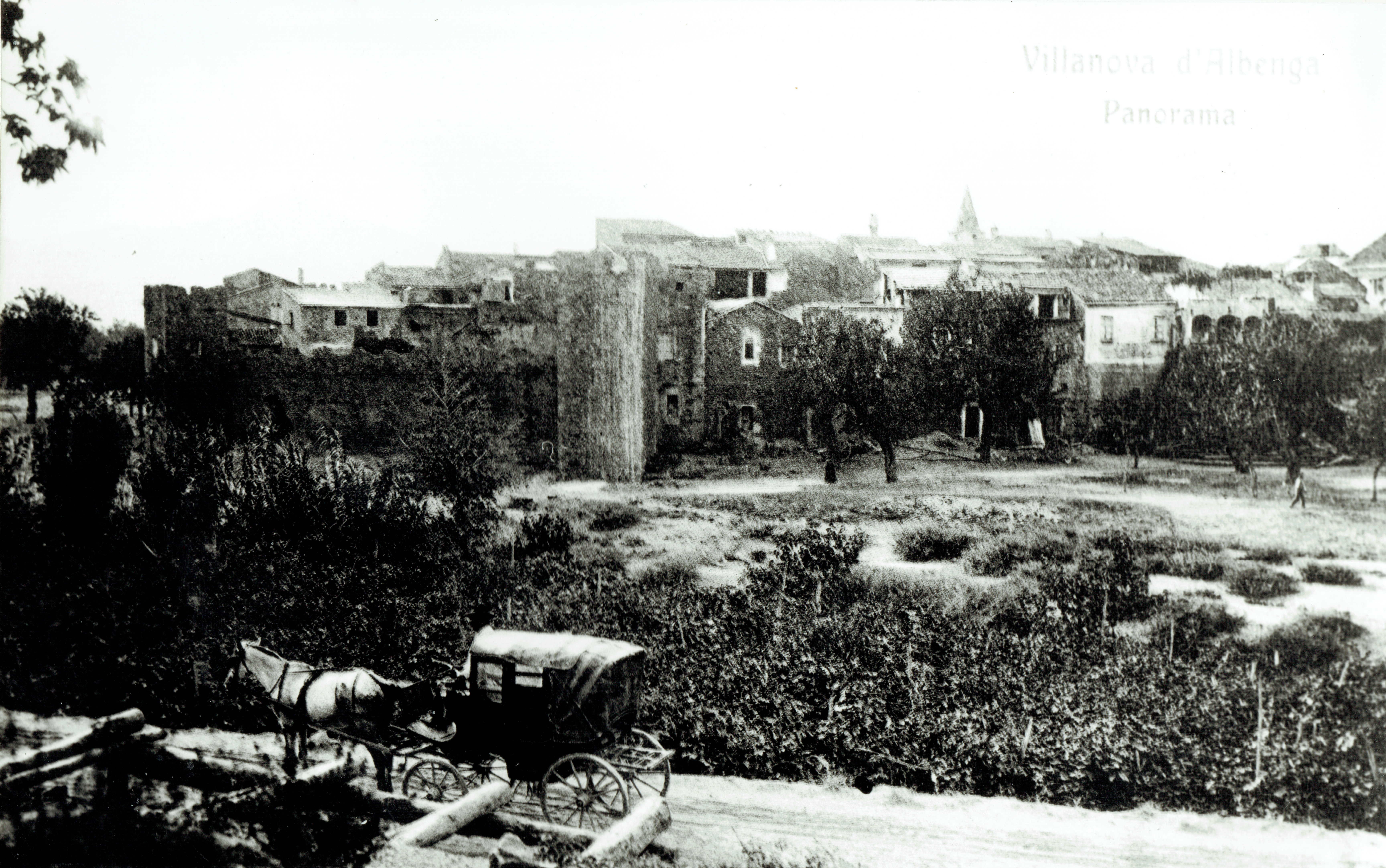
Villanova d'Albenga, inizio del XX secolo con l'Arroscia senza ancora gli argini

La zona dall'XI secolo fu in possesso dei monaci benedettini dell'abbazia di San Martino dell'isola Gallinara assieme a tutto il territorio ingauno.
Risale al 7 dicembre 1250 la delibera consiliare del Comune di Albenga con il quale viene sancita la fondazione del nuovo borgo di Villanova. Una costruzione quella degli Albenganesi voluta in funzione antifeudale, per contrastare il vicino dominio dei marchesi di Clavesana e dei vari signorotti del territorio legati alla famiglia, in una nuova politica d'espansione non più legata alla costa ponentina, ma all'entroterra della piana ingauna. L'edificazione di Villanova, come quella di Cisano, Borghetto e Bastia avevano il principale scopo di poter dare a tutte quelle popolazioni residenti in loco e sotto il potere feudale, la possibilità di entrare a far parte del Libero Comune di Albenga, tant'è che vennero concesse particolari condizioni di agevolazione fiscale. La tipologia edilizia utilizzata nelle mura sono le stesse utilizzate per Cisano e per il castello di Ligo.

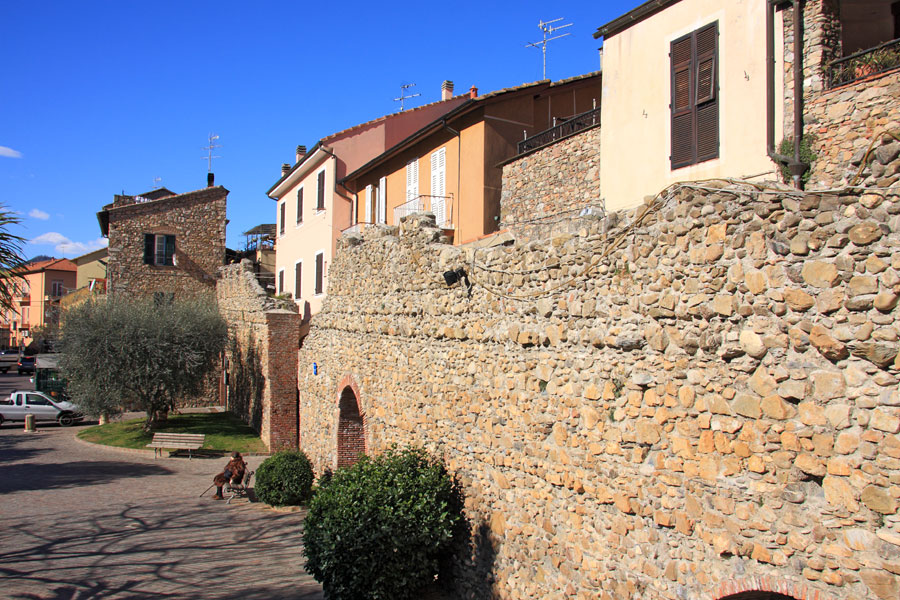
Le mura che cingono l'abitato

Il nucleo villanovese fu dotato di mura e torri difensive - ancora oggi presenti e in alcuni punti del borgo ben conservate nella loro originarietà - dove anche gli abitanti dei piccoli centri vicini potevano trovare rifugio e/o contribuire con l'allevamento e il lavoro agricolo al sostentamento della comunità. Il territorio di Villanova d'Albenga e delle "ville" minori furono quindi amministrati secondo le leggi e le autorità albenganesi che inquadrarono questa zona del distretto albenganese come un'unica circoscrizione amministrativa. Negli Statuti di Albenga del 1288 si evince un grosso capitolo finanziario impegnato da Albenga per la costruzione.
Negli stessi Statuti viene citato più volte l'obbligo legale degli abitanti di risiedere all'interno delle mura cittadine, questo probabilmente dovuto agli episodi bellici che si erano verificati nel 1287 e nello stesso 1288.

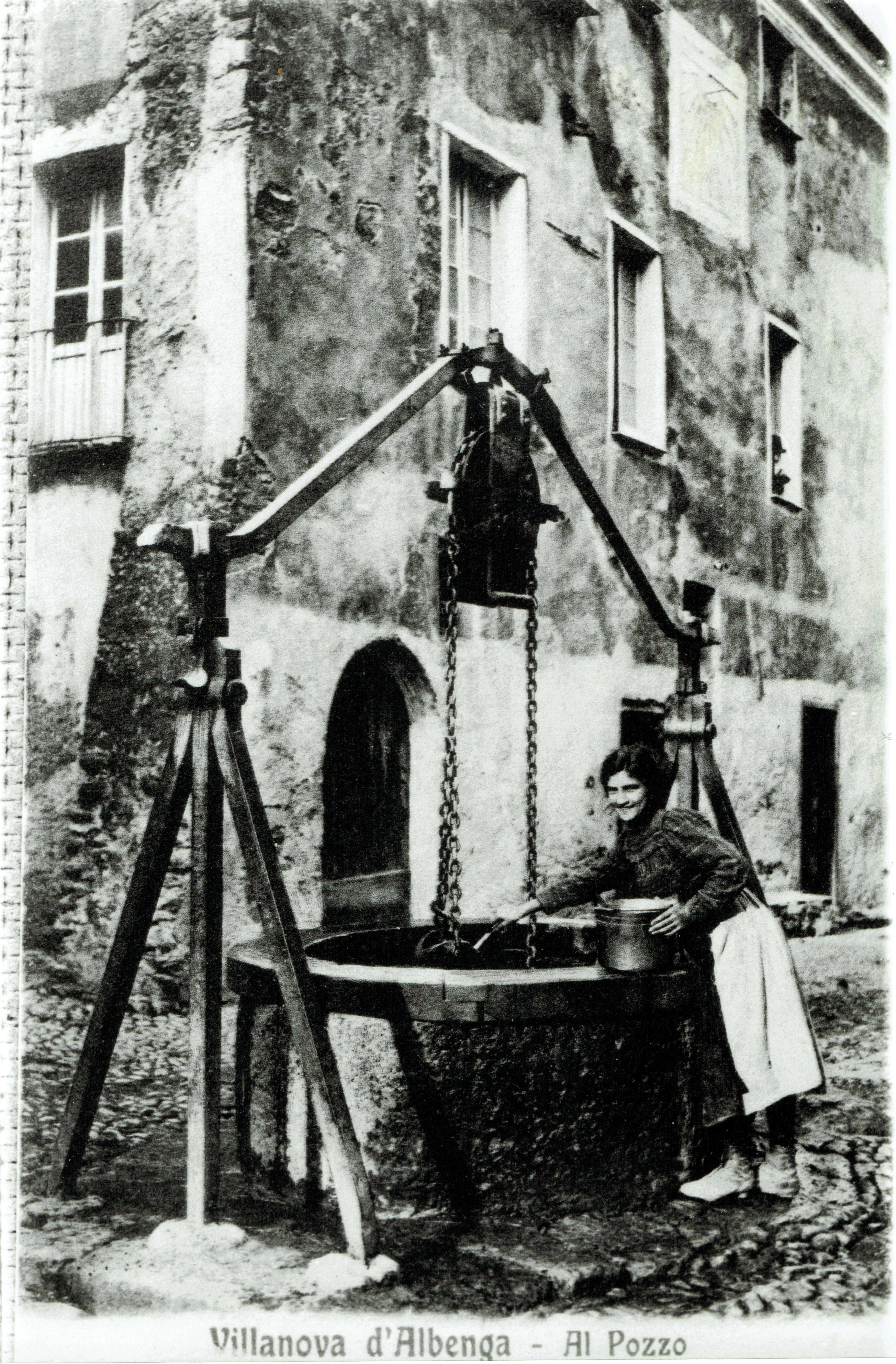
Villanova d'Albenga - Il pozzo al centro del borgo antico agli inizi del XX secolo

Occupata per un breve periodo del XV secolo dai signori di Calizzano, il borgo seguì nei secoli successivi le vicissitudini storiche di Albenga e della Repubblica di Genova.
In una delle tante battaglie tra lo stato genovese e il Ducato di Savoia, nel corso del XVII secolo, anche Villanova fu interessata dal passaggio delle truppe e dai relativi scontri che però non minarono la fedeltà della comunità verso Genova.
Con la successiva dominazione napoleonica è probabile l'istituzione di un'autonoma municipalità rispetto ad Albenga e che rientrò dal 2 dicembre 1797 nel Dipartimento del Letimbro, con capoluogo Savona, all'interno della Repubblica Ligure. Dal 28 aprile del 1798 fece parte del I cantone, con capoluogo Albenga, della Giurisdizione di Centa e dal 1803 centro principale del IV cantone del Centa nella Giurisdizione degli Ulivi.
Annessa al Primo Impero francese dal 13 giugno 1805 al 1814 venne inserita nel Dipartimento di Montenotte.
Nel 1815 fu inglobato nella provincia di Albenga del Regno di Sardegna, così come stabilì il Congresso di Vienna del 1814, e successivamente nel Regno d'Italia dal 1861. Dal 1859 al 1926 il territorio fu compreso nel I mandamento di Albenga del circondario di Albenga facente parte della provincia di Genova.
Nel 1927 con la soppressione del circondario ingauno passò, per pochi mesi, nel circondario di Savona e, infine, sotto la neo costituita provincia di Savona.
Dal 1973 al 31 dicembre 2008 ha fatto parte della Comunità montana Ingauna.

### Simboli
Stemma
Gonfalone

Lo stemma e il gonfalone sono stati concessi con il decreto del presidente della Repubblica del 27 giugno 1983.

## Monumenti e luoghi d'interesse

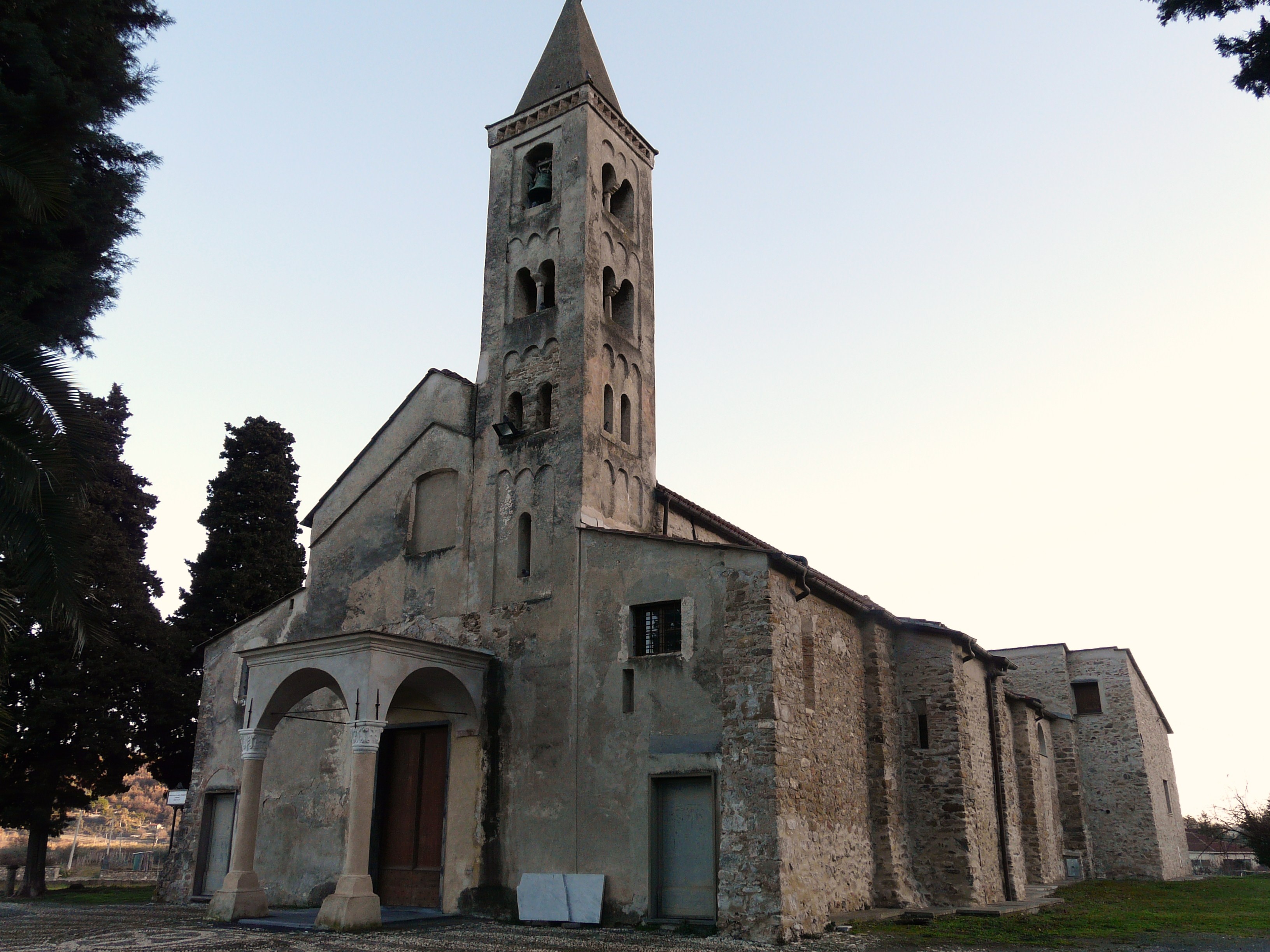
La chiesa di Santo Stefano di Cavatorio

### Architetture religiose
- Chiesa di Santa Caterina d'Alessandria. Sita nel borgo storico villanovese, la sua struttura si presenta ad unica navata. Tra i tanti arredi e opere sono custoditi tre pale d'altare: la Trinità fra la Madonna e santi; la Madonna Regina e santi; la Madonna del Carmine (XVIII secolo). È presente inoltre un affresco della titolare della chiesa datato al 1632.
- Oratorio di San Giovanni Battista. Sede dell'omonima confraternita nel borgo di Villanova, conserva diversi cicli di affreschi quali la Teoria di Santi e Madonna col Bambino del XIV secolo e la Passione di Gesù del XV secolo. Oltre ai tradizionali crocifissi processionali è inoltre conservata una statua del Cristo morto dello scultore Giovanni Battista Drago databile al 1834.
- Chiesa di Santo Stefano di Cavatorio, sita a Pian Cavatorio nei pressi del locale cimitero, fu costruita nel XII secolo in stile romanico, ma in seguito più volte modificata. L'edificio è affiancato da una torre campanaria cuspidata e aperta da bifore del XIII secolo.
- Chiesetta di Santa Maria della Rotonda o Santa Maria del Soccorso. Situata lungo la strada per Garlenda, fu eretta nel 1520 in stile rinascimentale con pianta centrale ed è affiancata da un tozzo campanile cuspidato. Il diametro interno della chiesa è di 10,40 metri.
- Chiesetta-santuario di Nostra Signora delle Grazie in stile barocco. All'interno è presente, oltre ad una statua in legno della Madonna delle Grazie dello scultore Barabino di Genova del 1804, un affresco con al centro la Vergine col Bambino e i santi Rocco e Sebastiano.

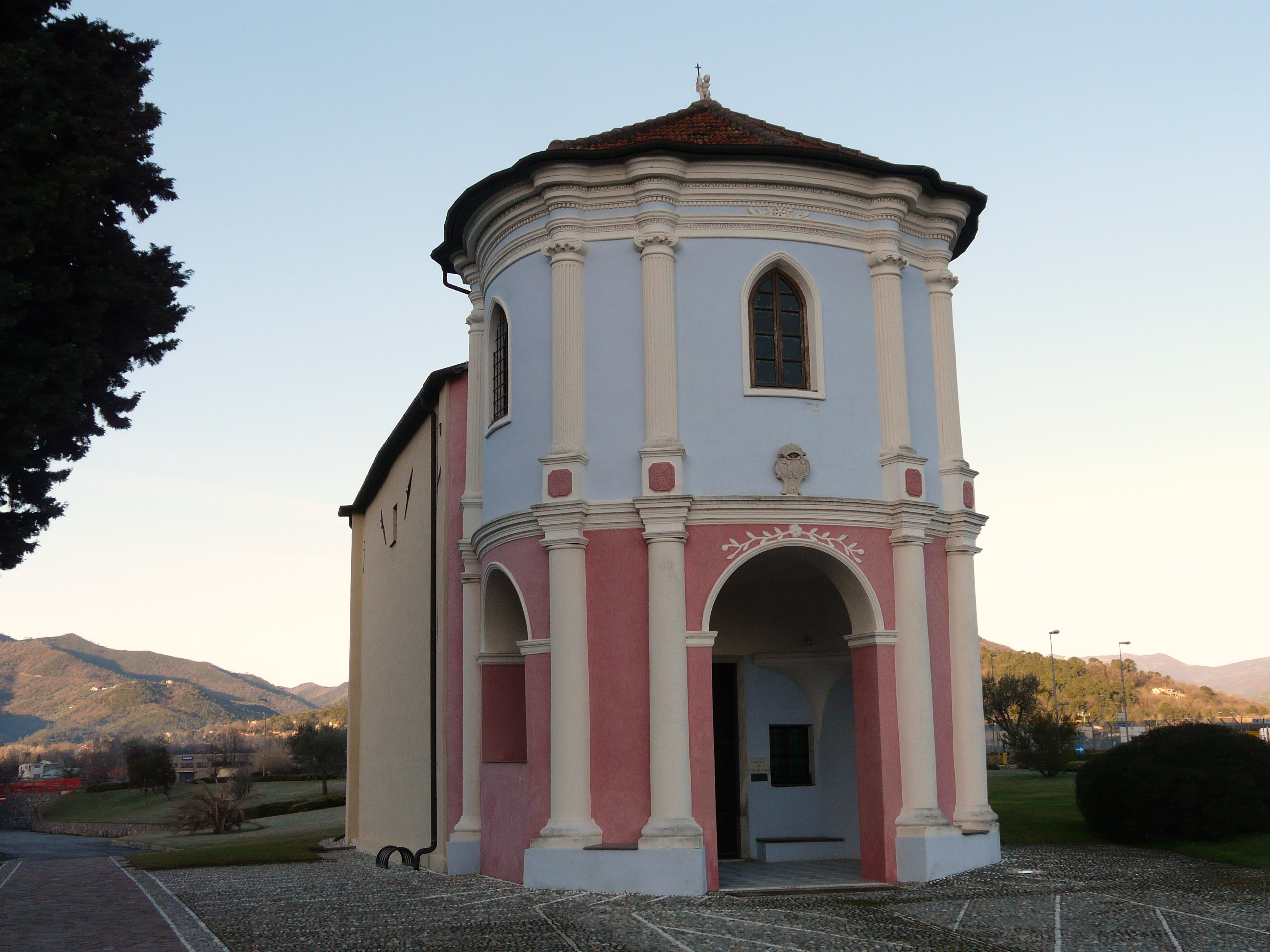
Il santuario di Nostra Signora delle Grazie

- Chiesa di Nostra Signora dell'Assunta nella frazione di Bossoleto.
- Chiesa di San Marco nella borgata storica di Coasco.
- Chiesa parrocchiale di San Bernardo presso la frazione di Ligo.
- Oratorio di San Giovanni Battista nella frazione di Ligo e sede dell'omonima confraternita locale.
- Santuario di Nostra Signora della Neve presso la frazione di Ligo. Anticamente l'area era dominata dal locale castello eretto su un poggio, nei pressi dell'odierno edificio di culto, dal Comune di Albenga dopo l'acquisto nel XIV secolo.
- Chiesa di Santa Marta nella frazione di Marta.

### Centro storico
L'abitato, costruito a pianta poligonale, si presenta ancora in buona parte circondato dall'antica cinta muraria con la presenza delle dieci torri e delle due porte d'accesso. Al centro del borgo si conserva il pozzo medievale, divenuto simbolo di Villanova e fino agli anni trenta del XX secolo l'unico distributore d'acqua potabile per gli abitanti, con le catene e i secchi d'epoca.

## Società

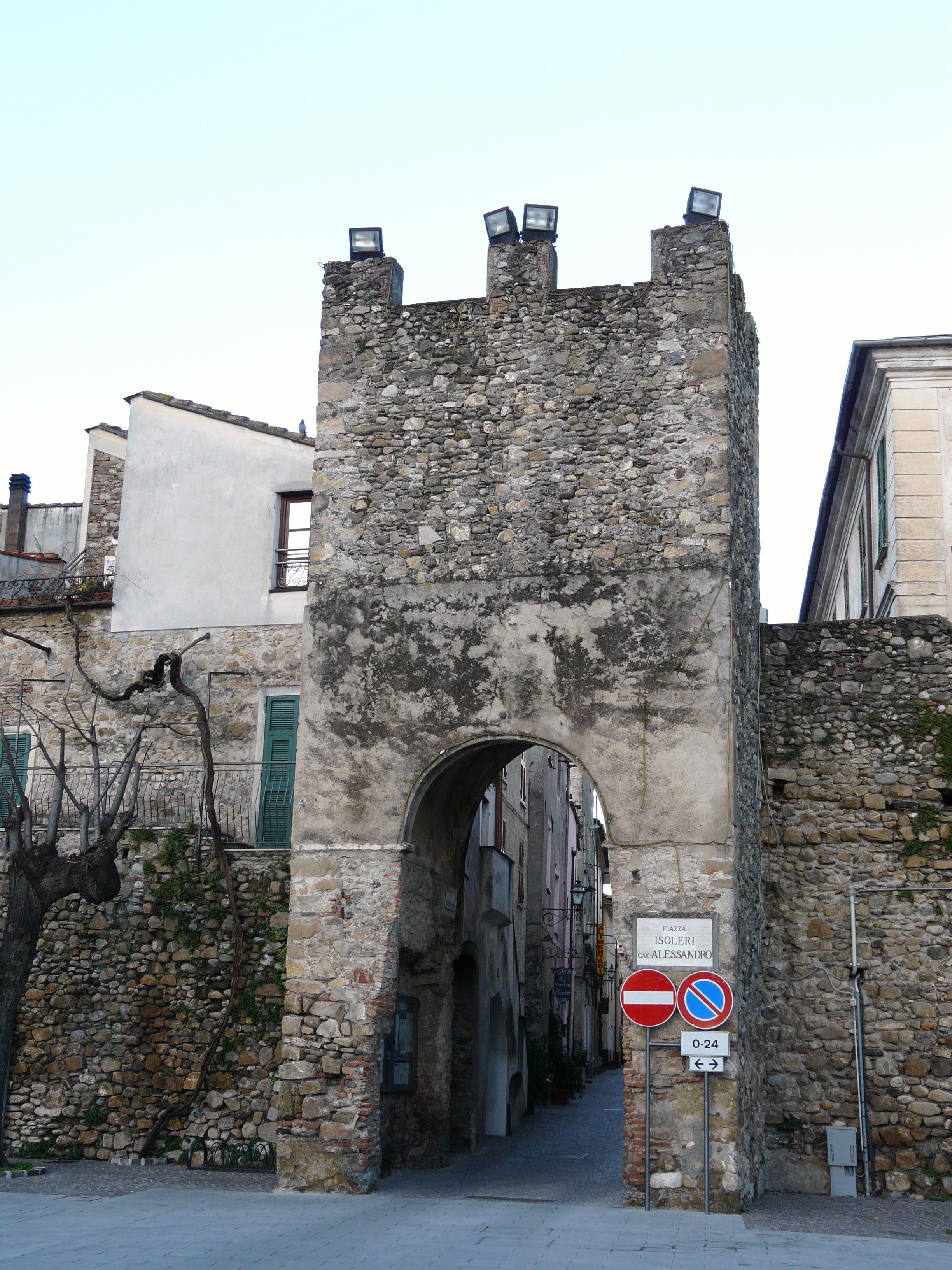
Una delle porte d'accesso al borgo di Villanova.

### Evoluzione demografica
Abitanti censiti

### Etnie e minoranze straniere
Secondo i dati Istat al 31 dicembre 2020, i cittadini stranieri residenti a Villanova d'Albenga sono 194, così suddivisi per nazionalità, elencando per le presenze più significative:
- Marocco, 70
- Albania, 40
- Romania, 22

### Qualità della vita
Nel 2005 il Comune di Villanova d'Albenga ha conseguito la certificazione del proprio sistema di gestione ambientale conformemente alla norma ISO 14001.

## Geografia antropica

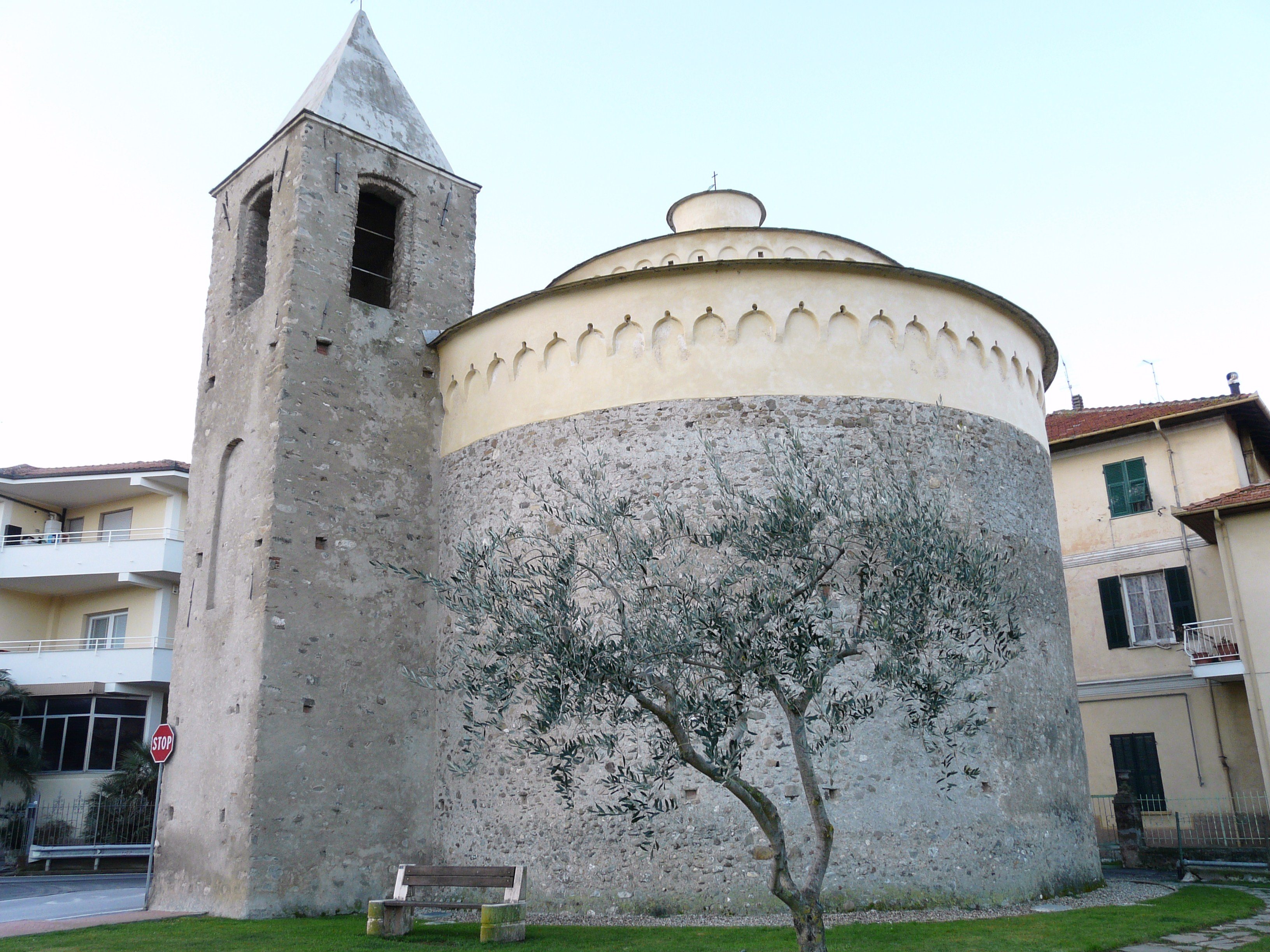
La chiesa di Santa Maria del Soccorso, detta "La Rotonda".

Il territorio comunale è costituito, oltre al capoluogo, dalle tre frazioni di Bossoleto, Ligo e Marta e dalla borgata storica di Coasco per una superficie territoriale complessiva di 15,89 km².
Confina a nord con i comuni di Ortovero e Albenga, a sud con Andora e Alassio, ad ovest con Ortovero, Casanova Lerrone e Garlenda e ad est con Albenga ed Alassio.

## Economia
Fino agli anni settanta inoltrati del XX secolo, basava la sua principale risorsa economica sull'attività agricola, specie nella coltivazione di alberi da frutta. Nel territorio veniva inoltre praticata la produzione di fiori, tra cui le famose violette.

## Infrastrutture e trasporti

### Strade
Il territorio di Villanova d'Albenga è attraversato principalmente da due strade: la strada statale 453 della Valle Arroscia - che permette il collegamento con Albenga, ad est, e Ortovero ad ovest - e la provinciale 6 che attraversa il territorio villanovese e quello attiguo di Garlenda; un'altra arteria stradale è la SP 55 per il territorio di Alassio.
Nel 2004 è stato aperta al traffico veicolare la strada statale 717 di Villanova di Albenga che permette ad est il collegamento con la strada statale 582 del Colle di San Bernardo - nei pressi della frazione albenganese di Leca - e verso sud con la viabilità ordinaria di Alassio.

### Aeroporti
Nel territorio comunale di Villanova d'Albenga è situato l'Aeroporto di Albenga-Riviera, identificato oramai come scalo aereo di Albenga e Savona e dove ha sede principale l'azienda Piaggio Aerospace.

## Amministrazione

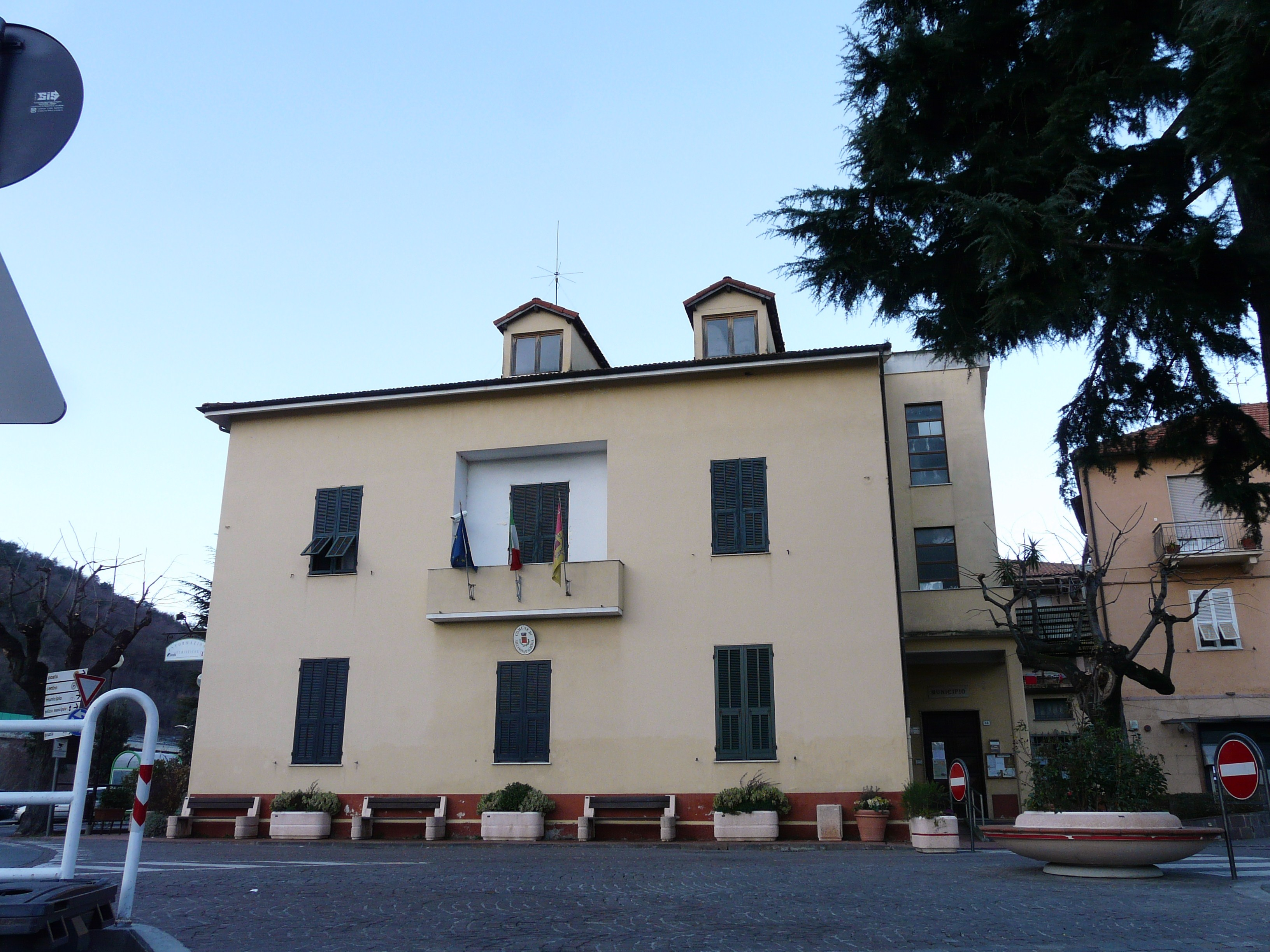
Il municipio

| Periodo        | Periodo        | Primo cittadino   | Partito                             | Carica  | Note |
| -------------- | -------------- | ----------------- | ----------------------------------- | ------- | ---- |
| 19 luglio 1985 | 15 luglio 1990 | Pietro Balestra   | Democrazia Cristiana                | Sindaco |      |
| 15 luglio 1990 | 24 aprile 1995 | Pietro Balestra   | Democrazia Cristiana                | Sindaco |      |
| 24 aprile 1995 | 14 giugno 1999 | Pietro Balestra   | Torre e mura civiche (lista civica) | Sindaco |      |
| 14 giugno 1999 | 14 giugno 2004 | Pietro Balestra   | Torre e mura civiche (lista civica) | Sindaco |      |
| 14 giugno 2004 | 8 giugno 2009  | Domenico Cassiano | Torre e mura civiche (lista civica) | Sindaco |      |
| 8 giugno 2009  | 26 maggio 2014 | Domenico Cassiano | Torre e mura civiche (lista civica) | Sindaco |      |
| 26 maggio 2014 | 27 maggio 2019 | Pietro Balestra   | Torre e mura civiche (lista civica) | Sindaco |      |
| 27 maggio 2019 | 10 giugno 2024 | Pietro Balestra   | Torre e mura civiche (lista civica) | Sindaco |      |
| 10 giugno 2024 | in carica      | Pietro Balestra   | Torre e mura civiche (lista civica) | Sindaco |      |

## Sport
A Villanova d'Albenga è presente l'unico ippodromo della Liguria, detto "Ippodromo dei Fiori", costruito tra l'aeroporto di Albenga-Riviera ed il golf di Garlenda tra il 1989 e il 1991. La pista da corsa ha una superficie di 6 000 metri quadrati per un totale complessivo dell'area di 20 000 metri quadrati.
È inoltre presente una società sportiva, l'Unione Sportiva Villanovese (Seconda Categoria), con atleti sia per quanto riguarda la ginnastica, sia per quanto riguarda il calcio; entrambe le discipline, inoltre, sono praticate a livello agonistico, da ragazzi e ragazze di tutte le età.